# Tranzacție cu bucluc
Tranzacție cu bucluc (în italiană Charleston) este un film de comedie italian din anul 1977, regizat de Marcello Fondato după propriul scenariu și în care rolurile principale sunt interpretate de Bud Spencer, James Coco și Herbert Lom. El copiază stilul filmului The Sting. Unele scene din film (cele cu bătaia de la teatru) au fost considerate de unii critici ca fiind realizate în stilul commedia dell'arte.

## Rezumat
Armatorul milionar american Joe lo Monaco (James Coco) este proprietarul unei nave-cazinou, care îl face să piardă o mulțime de bani, așa că trebuie să scape de ea cât mai curând posibil. Nava este asigurată pentru suma de 7 milioane de dolari și Lo Monaco îl presează pe căpitan să o scufunde, dar acesta refuză, deoarece o înșelătorie în domeniul asigurărilor ar fi prea riscantă.
Cu ajutorul lui Morris (Renzo Marignano), un avocat din Londra, armatorul american pune la punct un plan pentru a găsi pe cineva dispus să-i cumpere nava la un preț mai mare decât valoarea sa: este dat un anunț de ziar în care se afirmă că nava este de vânzare pentru suma de 3 milioane de dolari, precum și un alt anunț în același ziar prin care cineva căuta să cumpere o navă de modelul celui puse în vânzare de Lo Monaco. Cumpărătorul al cărui nume nu era dezvăluit urma să facă tranzacția printr-o firmă de avocatură (cea a lui Morris), acesta afirmând că este dispus să ofere pentru navă suma de 5 milioane de dolari. Planul era de a găsi un om de afaceri chilipirgiu și fraier, care să creadă că trage un tun cumpărând nava cu 3 milioane de dolari de la Lo Monaco și revânzând-o pentru clientul lui Morris contra sumei de 5 milioane de euro, dar Lo Monaco și Morris urmau să dispară cu banii după vânzarea navei pentru 3 milioane de dolari.
Escrocul viclean Charleston (Bud Spencer) și banda lui care acționa în Londra își dau seama de înșelătorie, dar intră în joc pentru a pregăti o contraescrocherie. Astfel, Charleston ia identitatea unui proprietar brazilian de teatru pe nume Anderson și pune în scenă un muzical ca acoperire. El se asigură de colaborarea involuntară a inspectorului Watkins (Herbert Lom), de la care bandiții lui Charleston furaseră anterior un tablou de Paul Gauguin. Polițistul îl arestează pe Charleston (acesta se lasă arestat în mod intenționat) și îi oferă libertatea în schimbul acordării ajutorului în găsirea tabloului și prinderea escrocilor. Charleston îl convinge pe Watkins că furtul tabloului a fost plănuit de Lo Monaco și pune la punct o operațiune complexă prin care armatorul american să fie prins în flagrant delict pe când încerca să-i vândă tabloul lui Charleston.
Charleston cumpără nava de la Lo Monaco pentru suma de 3 milioane de dolari, înmânându-i un cec care se va dovedi în final a fi fals. Morris fuge cu banii, dar problema se complică atunci când escrocul îl pune pe unul dintre bandiți să se prefacă a fi căpitanul vaporului și să pretindă că a reușit în sfârșit să scufunde nava ducând-o în mijlocul unui conflict armat între arabi și israelieni. În fapt, nava este asigurată pentru o sumă mult mai mare decât cea provenită din vânzarea ei, iar Lo Monaco va încerca să o răscumpere în grabă de la pretinsul Anderson, înainte ca acesta din urmă să afle de scufundarea ei și să obțină despăgubirile acordate de asigurări. Astfel, avocatul Morris este trimis la teatru pentru a-l căuta pe Anderson și a-i oferi 5 milioane de dolari pe navă.
După revânzare, se va descoperi că nava nu a fost scufundată, totul a fost o farsă, iar Lo Monaco a căzut în capcană și a pierdut 5 milioane de dolari, cecul dat de Charleston fiind fals. În plus, inspectorul Watkins va descoperi tabloul de Gauguin furat în apartamentul de la hotel al lui Lo Monaco. Acuzat de furt, armatorul american va fi expulzat din Anglia.

## Distribuție
- Bud Spencer - Charleston
- James Coco - Joe lo Monaco
- Herbert Lom - inspectorul Watkins
- Jack La Cayenne - Jack Watson / Columbus
- Dino Emanuelli - Bull
- Ronald Lacey - Frankie
- Geoffrey Bayldon - Fred
- Renzo Marignano - avocatul Morris
- Lucretia Love - secretara de la Galeria Tate
- Calvin Levels - Jeff

### Dubluri în limba italiană
- Sergio Fiorentini - Charleston
- Antonio Guidi - Joe lo Monaco
- Ferruccio Amendola - inspectorul Watkins

## Recepție
Criticul Tudor Caranfil a dat acestui film trei stele din cinci și a făcut următorul comentariu: „Un mafiot (Coco) intenționează să-și scufunde vasul de dragul poliției de asigurare. Dar un „naș” mai versat (Spencer) vrea să rămână el cu banii. Pe urmele amândurora se află detectivul Lom! Captivantă experiență de îmbinare a intrigii polițiste cu stilizarea „commediei dell'arte”. Bufonadă polițistă în stil „commedia del' arte” care atinge dimensiuni antologice în zece minute de păruieli coregrafiate, aproape de virtuozitatea începuturilor chapliniene.”